# Habenaria tomentella
Habenaria tomentella är en orkidéart som beskrevs av Heinrich Gustav Reichenbach. Habenaria tomentella ingår i släktet Habenaria och familjen orkidéer.
Artens utbredningsområde är Komorerna. Inga underarter finns listade i Catalogue of Life.